# Stictolissonota amplipuncta
Stictolissonota amplipuncta är en stekelart som beskrevs av Dali Chandra och Gupta 1977. Stictolissonota amplipuncta ingår i släktet Stictolissonota och familjen brokparasitsteklar. Inga underarter finns listade i Catalogue of Life.